# San Andrés y Sauces
San Andrés y Sauces è un comune spagnolo di 5 351 abitanti situato nella comunità autonoma delle Canarie.